# Timosina
La timosina è una proteina individuata negli anni quaranta da Allan Goldstein come sostanza prodotta naturalmente dalla ghiandola timica, che agiva nella maturazione del sistema immunitario e nella produzione delle cosiddette cellule T. Goldstein produsse artificialmente la cosiddetta "timosina frazione 5", che in seguito si dimostrò composta da almeno 40 diverse proteine.
Nel 1972 venne individuata la "timosina alfa1 (composta da 28 aminoacidi) e nel 1981 la "timosina beta4" (composta da 43 aminoacidi). Si riscontrò inoltre che la timosina veniva prodotta non solo nella ghiandola timica, ma in molte altre cellule dell'organismo.
Nel 1987 Enrico Garaci osservò gli effetti clinici della timosina alfa1 nel potenziamento del sistema immunitario e in seguito la sostanza è stata utilizzata nel trattamento di alcuni tipi di melanomi e delle epatiti B e C.
Altri studi hanno individuato un'azione completamente diversa per la timosina beta 4, che regola la produzione di actina, un componente del citoscheletro e la produzione di laminina, una proteina che agisce nel processo di guarigione delle ferite. Sono quindi in corso di studio le possibili applicazioni di questa sostanza nella cura delle lesioni alla cornea o dell'infarto.